# Andrass Samuelsen
 Ikke at forveksle med Anders Samuelsen.
Andrass Samuelsen (1. juli 1873 i Haldarsvík – 30. juni 1954 i Fuglafjørður) var en færøsk embedsmand og politiker (SB). Han var med til at stifte Sambandsflokkurin i 1906, og var dets formand i 24 år fra 1924 til 1948. Samuelsen var lagtingsmedlem i 44 år fra 1906 til 1950. I de to sidste år var han Færøernes første lagmand efter hjemmestyreloven af 1948. Han ville for enhver pris bevare samhørigheden med Danmark.

## Karriere
Andrass Samuelsen blev født i 1873 i bygden Haldarsvík på Streymoy, som søn af Katrina Malena (født Mikkelsen) og Sámal Joensen. Han giftede sig senere med Beata Emilia Lindenskov fra Tórshavn, og boede det meste af sit liv i Fuglafjørður på Eysturoy. Hans søn Georg L. Samuelsen (1910–1997) var redaktør af partiavisen Dimmalætting i næsten 50 år. En anden søn, Trygvi Samuelsen var en fremtrædende politiker, og barnebarnet Lisbeth L. Petersen som også var politiker.
Samuelsen blev først ansat hos fogeden, og blev valgt ind i Lagtinget fra Norðurstreymoy i 1906. Samme år stiftede han det unionistiske parti Sambandsflokkurin sammen med tolv andre ligesindede lagtingsmedlemmer. Samuelsen blev sysselmand, tilsvarende lensmand, på Eysturoy i 1910, og blev første gang valgt ind i Lagtinget herfra i 1914. 
Han var medlem af Færøernes Skolestyre (Føroya Skúlastjórn) fra 1908 til 1913, og som resultat af hans syn på unionen kontra færøsk nationalisme, var han her med på til vedtage at al skoleundervisning på Færøerne skulle foregå på dansk og ikke på færøsk. Ordningen blev først ophævet i 1938.
Samuelsen blev valgt ind i det danske Folketinget i 1913, og sad der indtil 1915. Derefter var han medlem af Landstinget fra 1917 til 1918, og i Folketinget på ny fra 1918 til 1939. Samuelsen blev valgt til partiformand i 1924, en position han skulle beklæde i hele 24 år frem mod 1948. Med sin nye stilling i partiet blev han den førende unionist i Lagtinget. I 1941 gik han af med pension fra stillingen som sysselmand, men fortsatte sin politiske karriere. I 1948 blev den færøske hjemmestyrelov indført, noget som indebar en egen, færøsk regering skulle udgå fra Lagtinget. Fólkaflokkurin var den definitive valgvinder fra 1946, men klarede ikke at stable et flertal på plads. De tre andre partier, Sambandsflokkurin, Javnaðarflokkurin og Sjálvstýrisflokkurin, dannede dermed en regering med Andrass Samuelsen som lagmand. Samuelsen gik samme år af som partiformand. 
Ved lagtingsvalget den 8. november 1950 øgede regeringspartierne deres opslutning betragtelig. Samuelsen trak sig da tilbage fra aktiv politik, og den 15. december blev Samuelsen efterfulgt af partifællen Kristian Djurhuus som lagmand.
Han var Kommandør af Dannebrog og Dannebrogsmand.